# لوسيتاوات
اللوسيتاوات (الاسم العلمي: Lecythidoideae) هي أسرة من النباتات تتبع الفصيلة اللوسيتية من رتبة الخلنجيات.

## قبائل اللوسيتاوات
- اللوسيتاوية
  - اللوسيت